# American Eagle A-101
Los American Eagle A-1 y A-101 fueron biplanos ligeros estadounidenses de 2/3 plazas, construidos por la American Eagle Aircraft Corporation, en los años 20 del siglo XX.

## Diseño y desarrollo
El A-1 fue diseñado a finales de 1925 como avión de entrenamiento, para reemplazar a los biplanos de la Primera Guerra Mundial entonces en uso por la Porterfield Flying School. El prototipo A-1 voló por primera vez en Richards Field en Kansas City, Missouri, el 9 de abril de 1926. Las pequeñas modificaciones al diseño de 1927, incluyendo alerones en las alas inferiores, condujeron a la designación A-101. Fue inicialmente equipado con el motor Curtiss OX-5 de 90 hp, pero más tarde los A-101 de producción fueron equipados con el Curtiss OXX-6 de 100 hp.

## Variantes
A-1
Versión inicial con motor Curtiss OX-5 de 90 hp, certificado de tipo ATC 17.
A-101 (aka 101)
Versión de 1927 con motor Curtiss OXX-6 de 100 hp, certificado de tipo ATC 2-48.
A Special
Versión de 1929 con motor Hisso de 150 hp, certificado de tipo ATC 2-55.
A-1 Special
Versión con motor Quick de 125 hp, certificado de tipo ATC 2-48.
A-101-T
Versión de 1932 con motor Milwaukee Tank V-470/V-502 de 115 hp, certificado de tipo ATC 2-425, uno construido.

## Historia operacional
Un total de aproximadamente 300 aviones A-1/A-101 habían sido completados en 1929. Sirvieron exitosamente en escuelas de vuelo y con propietarios privados durante muchos años, y varios sobrevivían en condiciones de vuelo y eran exhibidos en museos en 2007.

## Especificaciones (A-101)
Referencia datos: Simpson, 2001, P.41

### Características generales
- Tripulación: Uno.
- Capacidad: Uno o dos pasajeros.
- Longitud: 7,3 m
- Envergadura: 9,1 m
- Altura: 2,5 m
- Superficie alar: 27,9 m²
- Peso vacío: 556,6 kg
- Peso útil: 925,8 kg
- Planta motriz: 1× motor lineal V-8 refrigerado por líquido Curtiss OX-5.
  - Potencia: 67,1 kW (90 hp)

### Rendimiento
- Velocidad nunca excedida (Vne): 159,3 km/h
- Velocidad crucero (Vc): 136,8 km/h
- Velocidad de entrada en pérdida (Vs): 56,3 km/h
- Alcance: 619,6 km
- Techo de vuelo: 3048 m (10000 pies)
- Régimen de ascenso: 2,54 m/s (500 pies/min)